# コーラス (映画)
『コーラス』（原題：Les Choristes、英題：The Chorus）は、2004年のフランス映画。監督のクリストフ・バラティエが1944年のフランス映画『春の凱歌』を原案に制作した作品である。

## ストーリー
舞台は戦後間もない1949年頃。孤児や問題児を集めた寄宿舎、その名も「Fond De L'Étang（池の底）」。ある日一人の音楽教師マチューが舎監としてやってくる。マチューは悪戯が酷く反抗的な生徒達と、厳しい規律とお仕置きを持って生徒に対するラシャン校長や同僚の体育教師シャベールにとまどう日々が続くが、自分の経験を生かし音楽を教えることを思いつき、生徒達に合唱を教え始める。そんなときマチューは、問題児として見られているモランジュが、奇跡のような「天使の歌声」を持っていることに気が付くのだった。

## キャスト
| 役名                             | 俳優                       | 日本語吹替 |
| -------------------------------- | -------------------------- | ---------- |
| クレマン・マチュー               | ジェラール・ジュニョ       | 根本泰彦   |
| ピエール・モランジュ（少年時代） | ジャン＝バティスト・モニエ | 村上想太   |
| ピエール・モランジュ             | ジャック・ペラン           | 有川博     |
| ラシャン校長                     | フランソワ・ベルレアン     | 土師孝也   |
| ヴィオレット・モランジュ         | マリー・ビュネル           | 林真里花   |
| シャベール                       | カド・メラッド             | 古澤徹     |
| ペピノ                           | マクサンス・ペラン         | 仲條友彪   |
| マクサンス                       | ジャン＝ポール・ボネール   | 稲葉実     |
| モンダン                         | グレゴリー・ガティニョル   | 宮野真守   |
| 伯爵夫人                         | キャロル・ヴェイス         | 園崎未恵   |

- その他の日本語吹き替え：佐々木敏／伊藤和晃／伊藤栄次／川島得愛／込山順子／竹若拓磨／浅井晴美／恒松あゆみ／平田絵里子／武田華